# Crash of the Titans
Crash of the Titans é um jogo eletrônico de ação/aventura publicado pela Sierra Entertainment e desenvolvido pela Radical Entertainment para os consoles Wii, Xbox 360, PlayStation 2 e PlayStation Portable. As versões do Nintendo DS e Game Boy Advance do jogo foram desenvolvidas pela Amaze Entertainment. Crash of the Titans é o 14º jogo da série de jogos Crash Bandicoot, apesar de ser o sexto jogo na cronologia principal, a qual começou com Crash Bandicoot em 1996. É o primeiro jogo de Crash Bandicoot a aparecer na sétima geração de consoles, e o primeiro a disponibilizar tela em 16:9 Widescreen e Wi-Fi LAN.

## História
A história do jogo é centralizada na descoberta de uma nova substância misteriosa chamada Mojo, o qual o vilão da série, Dr. Neo Cortex, depois, de algum jeito, ter escapado de dentro do Crash, onde no jogo passado foi parar no final, planeja utilizar na criação de um grande exército de mutantes. O herói da série, Crash Bandicoot, deverá acabar com os planos de seu inimigo, destruíndo o exército e juntando as substâncias Mojo. O título do jogo é uma paranomásia ao filme de 1981, Clash of the Titans.

## Jogabilidade
Nele você pode subir em animais de uma ilha, que geneticamente modificados com a arma:JoMojo, foram transformados em criaturas incrivelmente monstruosas por Neo Cortex e sua sobrinha, Nina Cortex. São 15 monstros diferentes e alguns escravos de Neo Cortex. Cada monstro tem um certo nível de socos que pode tomar.
Quando esse nível for completado, você pode hipnotizá-los com sua máscara Aku Aku, e ainda pode conseguir roupas diferentes para Crash.

## Relançamento
Crash of the Titans foi relançado para Xbox 360 como um jogo para download. O espaço livre mínimo requerido no disco rígido do console é de 3 GB, e seu preço é $19.99 nos Estados Unidos e em outras regiões NTSC e £19.99/€29.99 na Europa e Austrália.

## Vozes
- Crash: Jess Harnell
- Coco: Debi Derryberry
- Aku Aku: Greg Eagles
- Crunch: Chris Williams
- Dr. Neo Córtex: Lex Lang
- Nina Córtex: Amy Gross
- Pequeno Tigre: Chris Williams
- Uka Uka: John DiMaggio
- N. Gin: Nolan North